# Алатская волость
Ала́тская во́лость (тат. ئالات ۋولىٰسىٰ), с 1924 года Дубъязская волость (тат. دۈبياز ۋولىٰسىٰ, Dɵʙjaz vulьsь, Дөбъяз вулысы) — волость в Казанском уезде Казанской губернии и Арском кантоне Татарской АССР. Волостной центр — село Алат. Население — 11481 человек (1885), 13093 человек (1897). В 1924 году упразднена, большая часть её территории присоединена к Дубенской волости.

## География
Административные границы волости проходили с Больше-Атнинской, Мульминской волостями Казанского уезда, Суксунской и Сотнурской, Кулле-Киминской волостями Царевококшайского уезда (1890).

## История
Волость возникла не позднее 1870 года. В 1920 году, как и весь уезд, вошла в состав Арского кантона Татарской АССР. 
В 1924 году волость укрупнена и переименована в Дубъязскую, в неё вошли собственно Алатская волость без селений Большая и Малая Шухота, отошедших Тукаевской волости, Студёно-Ключинская волость без селений, отошедших Менделинской и Калининской волостям, селения Гарь и Шумлян Кулле-Киминской волости.
В 1930 году волость упразднена, все селения вошли в состав Дубъязского района.

## Состав волости
Число населенных пунктов — 23 (1908).
| 1885  | 1897  |
| ----- | ----- |
| 11481 | 13903 |

## Административное деление
В 1923 волость делилась на 23 сельсовета: Алатский, Потанихинский, Алан-Бексерский, Мало-Алатский, Алатбашский, Турноязский, Дубъязский, Средне-Алатский, Хуторский, Соловцовский, Мало-Сулабашский, Алан-Шепшекский, Ново-Курманаевский, Больше-Сулабашский, Берляковский, Шуманский, Улуязский, Больше-Починский, Мало-Починский, Топкинский, Больше-Шухотинский, Мало-Шухотинский.